# العلاية (إب)

تعديل مصدري - تعديل

العلاية هي إحدى قرى عزلة ريمان بمديرية إب التابعة لمحافظة إب، بلغ تعداد سكانها 633 نسمة حسب تعداد اليمن لعام 2004.